# Monika Pogladič
Monika Pogladič (* 5. April 1987 in Slovenj Gradec) ist eine ehemalige slowenische Skispringerin.

## Werdegang
Pogladič, die für den Verein SSK Ljubno BTC startete, gab ihr internationales Debüt 2003 bei einem FIS-Springen in Planica, wo sie Elfte wurde. Am 23. Juli 2004 gab sie in Park City ihr Debüt im Skisprung-Continental-Cup. Dabei erreichte sie auf Anhieb den dritten Platz und damit eine Platzierung auf dem Podium. Bei der Winter-Universiade 2005 in Innsbruck gewann sie die Silbermedaille von der Normalschanze. Am 12. Februar 2005 konnte sie sich auf der Großen Ruhesteinschanze in Baiersbronn ihren einzigen Continental Cupsieg erspringen. Die Continental-Cup-Saison 2004/05 beendete sie auf dem 7. Platz in der Gesamtwertung. Diese Leistungen konnte sie seitdem nicht mehr erreichen. Ihr letztes Continental-Cup-Springen absolvierte sie am 6. Februar 2007 im heimischen Ljubno.
Monika Pogladič wurde von Matjaž Debelak trainiert und lebt heute in Mislinja.

## Erfolge

### Continental-Cup-Siege im Einzel
| Nr. | Datum           | Ort          | Typ           |
| --- | --------------- | ------------ | ------------- |
| 1.  | 15. August 2005 | Meinerzhagen | Normalschanze |

### Continental-Cup-Platzierungen
| Saison  | Platz | Punkte |
| ------- | ----- | ------ |
| 2004/05 | 07.   | 478    |
| 2005/06 | 32.   | 071    |
| 2006/07 | 43.   | 043    |